# Blue Tit
Blue Tit es una variedad cultivar de ciruelo (Prunus domestica), de las denominadas ciruelas europeas. Un híbrido del cruce de ' Czar' x 'Old Green Gage'. Criado en Bedford por "Laxton Bros. Ltd.", antes de  1938.
Las frutas tienen un tamaño mediano, color de piel rojo púrpura, cubierto de pruina de mediano espesor, punteado pequeño, y pulpa de color amarillo verdoso, moderadamente jugosa, textura firme, y sabor dulce ligeramente ácido, lo que la hace perfecta para usos culinarios.

## Historia
'Blue Tit' es una variedad de ciruela, híbrido del cruce de ' Czar' como "Parental Madre" x el polen de 'Old Green Gage' como "Parental Padre". Desarrollado y criado por "Laxton Bros. Ltd." Bedford, Inglaterra, (Reino Unido) a principios del siglo  XX antes de 1938. Fue introducida en los circuitos comerciales en 1938.
'Blue Tit' se cultiva en la National Fruit Collection con el número de accesión: 1931 - 023 y nombre de accesión : Blue Tit. Fue introducida en el Probatorio Nacional de Frutas en 1931, e introducida en los circuitos comerciales en 1938.

## Características
'Blue Tit' árbol con una copa apretada, erguido con un tronco principal fuerte y ramas individuales. Es árbol saludable y de crecimiento fuerte. Autofértil. Flor blanca, que tiene un tiempo de floración que comienza a partir del 17 de abril con el 10% de floración, para el 21 de abril tiene una floración completa (80%), y para el 8 de mayo tiene un 90% de caída de pétalos.
'Blue Tit' tiene una talla de tamaño mediano de forma ovaladas redondeada, cavidad profunda, estrecha, abrupta, sutura pronunciada, una línea distinta, presenta algunas manchas pequeñas irregulares de "ruginoso"/"russetting"; ápice redondeado con un hoyuelo, con peso promedio de 30.70 g; epidermis tiene una piel delgada, tierna, siendo el color rojo púrpura, cubierto de pruina de mediano espesor, punteado pequeño; pedúnculo glabro, con una longitud promedio de 12.42 mm, pubescente, bien adherido al fruto con la cavidad del pedúnculo estrecha y apenas pronunciada; pulpa de color amarillo verdoso, moderadamente jugosa, textura firme, y sabor dulce ligeramente ácido, lo que la hace perfecta para usos culinarios.
Hueso no adhesivo, grande, elíptico, muy aplastado, zona ventral muy estrecha pero bien marcada, con surcos bien marcados sobre todo el dorsal, superficie arenosa
Su tiempo de recogida de cosecha se inicia en su maduración de inicios a mediados de septiembre.

## Usos
Se utiliza para su consumo en fresco, y con numerosas aplicaciones culinarias.